# Ramsay Traquair (naturaliste)
Ramsay Heatley Traquair (30 juillet 1840 - 22 novembre 1912) est un naturaliste et paléontologue écossais qui est un expert de premier plan sur les poissons fossiles.
Traquair suit une formation de médecin, mais sa thèse porte sur des aspects de l'anatomie des poissons. Il occupe des postes de professeur d'histoire naturelle et de professeur de zoologie en Angleterre et en Irlande, avant de retourner dans son Édimbourg natal pour occuper un poste au Musée des sciences et des arts. Il y passe le reste de sa carrière, constituant une collection renommée de poissons fossiles sur une période de plus de trois décennies.
Il publie de nombreux articles sur la paléoichtyologie, auteur de nombreux articles et d'une série de monographies. Ses études sur les roches et les fossiles en Écosse bouleversent les travaux antérieurs sur les poissons fossiles, établissant de nouvelles classifications taxonomiques. Ses honneurs comprennent des bourses de diverses sociétés savantes, notamment la Royal Society of Edinburgh, la Royal Society et la Société géologique de Londres. Pour son travail sur les poissons fossiles, il reçoit la médaille Lyell et la médaille royale.

## Jeunesse
Ramsay Heatley Traquair est né le 30 juillet 1840 dans le presbytère de Rhynd, Perthshire, Écosse. Son père, le révérend James Traquair, est un membre du clergé de l'Église d'Écosse originaire de Lasswade et d'Elizabeth Mary Bayley (1800-1843).
La famille déménage au 10 Duncan Street dans le sud d'Édimbourg lorsque prend sa retraite peu après la naissance de Ramsay, son huitième et dernier enfant. La mère de Ramsay, Elizabeth, est décédée en 1843. L'éducation scolaire préparatoire du jeune Traquair est suivie d'une scolarité à l'établissement d'Édimbourg. À partir de 1857, il étudie la médecine et plus tard l'anatomie des poissons à l'Université d'Édimbourg, obtenant son diplôme de médecine après cinq ans en août 1862. Il se voit décerner une médaille d'or pour sa thèse de médecine  sur les poissons plats, sur l'« Asymétrie des Pleuronectidés ».

## Carrière
Traquair reste d'abord à l'Université d'Édimbourg, travaillant comme démonstrateur d'anatomie entre 1863 et 1866. Il réussit alors à obtenir un poste de professeur d'histoire naturelle au Royal Agricultural College de Cirencester mais n'y reste pas car il estime que "ce poste l'isolait de la recherche".
S'installant à Dublin, en Irlande, en 1867, Traquair prend le poste de professeur de zoologie au Royal College of Science, y travaillant et y enseignant pendant les six années suivantes. Il s'agit d'un poste gouvernemental, la nomination étant faite par les "Lords of the Committee of Council on Education". En 1871, il est élu à l'Académie royale d'Irlande. Le 5 juin 1873, il épouse l'artiste Phoebe Anna Moss (Phoebe Anna Traquair), qu'il a rencontrée à Dublin. Ils déménagent à Colinton Farm au sud-ouest d'Édimbourg. Ils ont trois enfants : Ramsay (1874) ; Henry (Harry) Moss (1875); et Hilde (1879). Cette même année, Traquair est transféré (à nouveau par le gouvernement) à Édimbourg pour devenir le premier conservateur des collections d'histoire naturelle du Museum of Science and Art (plus tard le Musée national d'Écosse). Ce poste a été créé par le gouvernement pour s'assurer que les collections du musée restent indépendantes plutôt que sous le contrôle du professeur d'histoire naturelle de l'Université d'Édimbourg, Charles Wyville Thomson.

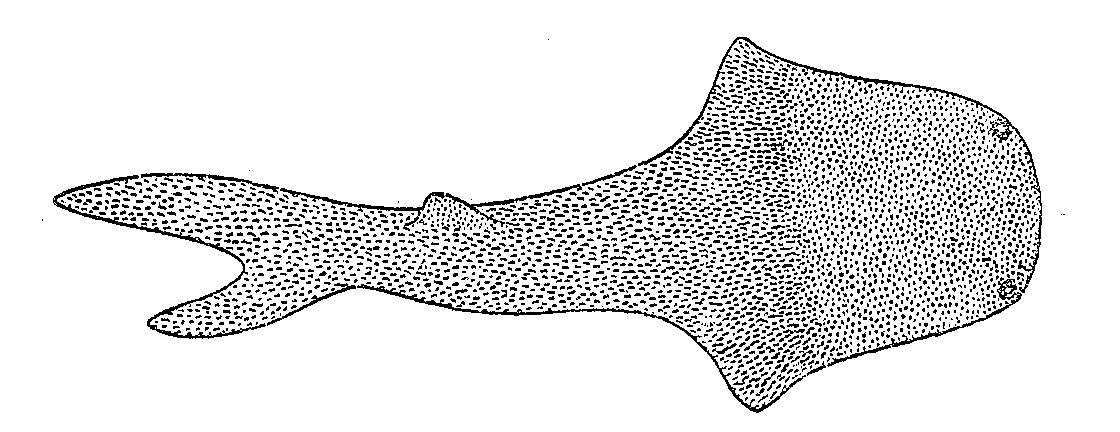
Loganellia scotica (Traquair, 1898), dessiné par Traquair

Traquair passe les 33 années suivantes à travailler à Édimbourg comme responsable des collections d'histoire naturelle du musée, constituant une grande collection de poissons fossiles. Il effectue des travaux sur les poissons fossiles à la gorge de Dura Den, à Fife, en Écosse, et sa collection est considérée comme l'une des plus belles au monde à l'époque. Les gisements qu'il étudie comprennent le vieux grès rouge et les roches carbonifères d'Écosse. Il classe les Palaeoniscidae et les Platysomidae, renversant les travaux antérieurs de Louis Agassiz. Une grande partie de ce travail est publiée sur une période d'environ 37 ans sous la forme d'une série de monographies de la Société paléontographique, certaines parties étant publiées à titre posthume.
En 1881, Traquair est élu Fellow de la Royal Society. Il est également conférencier invité au Musée d'histoire naturelle de Londres (qui fait alors partie du British Museum), nommé à deux reprises "Swiney Lecturer on Geology at the British Museum (Natural History)" pendant deux périodes de cinq ans, de 1883 à 1887 puis à nouveau de 1896 à 1900,. Traquair est également membre de la Royal Society of Edinburgh et membre de la Société géologique de Londres. Il est élu membre de la Royal Society of Edinburgh en 1874, servant également plusieurs périodes en tant que conseiller et vice-président de la société de 1904 à 1910. Il est élu à la Société géologique de Londres en 1874.

## Prix et distinctions
Traquair reçoit le prix 1881 du Fonds Wollaston et, en 1901, la médaille Lyell, tous deux décernés par la Geological Society of London,. Parmi les autres récompenses, citons le prix triennal Neill (1874-1877) et le prix biennal Makdougall-Brisbane (1898-1900), tous deux de la Royal Society of Edinburgh. Traquair reçoit un LLD honorifique de l'Université d'Édimbourg en 1893. En 1907, il reçoit la Médaille royale de la Royal Society. En 1909, la vie et la carrière de Traquair sont documentées dans l'article « Eminent Living Geologists » du Geological Magazine.

## Fin de carrière
Traquair prend sa retraite en 1906 à "The Bush"  dans la banlieue d'Édimbourg de Colinton. Il meurt le 22 novembre 1912, à l'âge de 72 ans. Il est enterré dans le cimetière de l'église paroissiale de Colinton, avec sa tombe marquée par une pierre tombale conçue par sa femme  et sculptée par Pilkington Jackson.